# Mariene ecoregio Ogasawara-eilanden
De Mariene ecoregio Ogasawara-eilanden (122) (Engels: Ogasawara Islands marine ecoregion) is een biogeografische regio en ligt in het westen van de Grote Oceaan in de Mariene provincie Tropische Noordwestelijke Stille Oceaan (29) in het Marien rijk Centrale Indo-Pacific. De mariene ecoregio is vastgesteld door het World Wide Fund for Nature en The Nature Conservancy en is vernoemd naar de Ogasawara-eilanden.
In het noorden grenst het gebied aan de mariene ecoregio Kuroshiostroom (51) en in het zuiden aan de mariene ecoregio Marianen (123).

## Geografie
De mariene ecoregio ligt in het westen van de Grote Oceaan rond de Bonin-eilanden en vier andere eilanden van Japan en bestaat uit twee gebieden. Het westelijke gebied strekt zich uit van het eiland Torishima in het noorden tot aan de eilanden van Iwo Jima in het zuiden. Het oostelijke gebied ligt rond het eiland Minami Torishima.
Door het gebied stroomt de Noord-Pacifische gyre en de Kuroshio.

## Biogeografie
Het gebied kent zeeleven dat houdt van tropische temperaturen.